# Catherine Dangeville
Pour les articles homonymes, voir Dangeville.
Anne Catherine Desmares, dite Mlle Dangeville mère (ou cadette) ou encore Mme Antoine est une comédienne française née vers 1685 et morte le 1er juillet 1772.
Fille de Nicolas Desmares et Anne d'Ennebault, nièce de la Champmeslé, elle a débuté le 23 décembre 1707 avec le rôle de Pauline dans Polyeucte à la Comédie-Française où elle a été reçue le 5 janvier 1708 par ordre de la Cour et retirée avec pension le 21 décembre 1712.
Elle a épousé le maître de danse, membre de l’Académie royale de danse, Antoine-François Botot Dangeville dont elle a eu plusieurs enfants, eux-mêmes devenus acteurs : Étienne, François et Marie-Anne Botot Dangeville.
Sa sœur aînée, la Desmares, était également actrice et sociétaire de la Comédie-Française.